# モハマッド・ナシール
モハマッド・ナシール（Mohammad Natsir、1908年7月17日 - 1993年3月14日）は、インドネシアのウラマー、政治家。
1950年から1951年にかけて首相を務め、退任後はスカルノ、スハルト両政権に対して批判的な立場を貫いた。英語、オランダ語、フランス語、ドイツ語、アラビア語を話すマルチリンガルであり、エスペラントも理解することができたという。

## 生涯

### 植民地時代

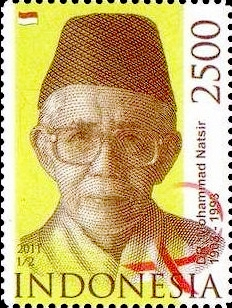
ナシールの切手（2011年）

1908年に西スマトラ州ソロクで生まれる。父モハマッド・イドリース・スターン・サリパドはオランダ領東インドの地方政府で働く現地人官吏だった。1916年にパダンの現地人向けの学校に入学し、数カ月後にはソロク校に移り勉強を続けるかたわら、夜はマドラサに通い勉強した。1919年に妹と共にパダン校に移り、卒業後はバンドンの高校に進学する。ナシールは後年、「西洋の古典史を学ぶために進学した」と語っている。その後は大学で2年間教育学を学び、教師の資格を取得する。ナシールはクルアーンやイスラム法学に興味を持ち、バンドンのアフマド・ハッサンの下で学んだ。また、高校在学中にジャーナリストとして活動し、1929年に記事を2つ書いている。同年に「イスラムの擁護者」新聞を創刊し、1935年まで活動を続けた。1934年10月20日にバンドンでヌンナハルと結婚し、6人の子供をもうけた。
1930年には私立学校を設立してイスラム教教育を施したが、太平洋戦争勃発による蘭印作戦で日本軍に占領された際に閉鎖に追い込まれる。学校の閉鎖後、ナシールはアグス・サリムなどのウラマーたちと連携するようになり、1930年代にサリムとスカルノの仲介者となった。1938年にインドネシア・イスラム党に入党し、1940年から1942年にかけてバンドン支部長を務めた。また、1945年までバンドンの教育担当を務めていた。日本軍の占領中にはマシュミに参加し、指導者の一人となった。

### インドネシア共和国時代

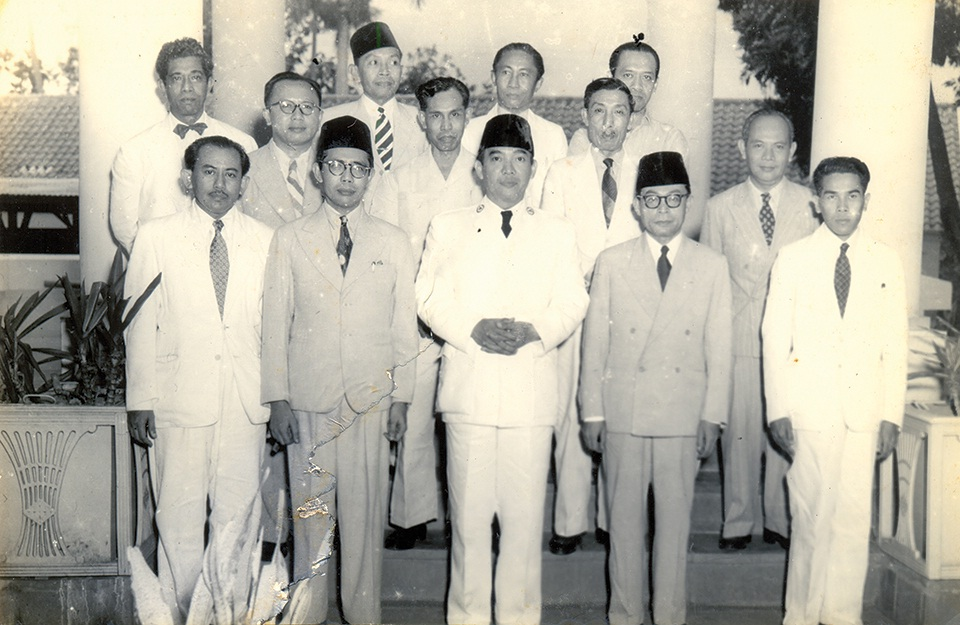
ナシール内閣（前列左から2人目がナシール。前列中央はスカルノ）

1945年8月17日にインドネシア独立宣言がされると、ナシールはインドネシア中央国民委員会委員に就任する。1950年9月5日には首相に就任し、1951年まで務めた。ナシールの政治理念はクルアーンの「撒き散らすもの」に基いており、イスラム教の教えが国家・社会・個人に影響を持つウンマを理想とした。また、人権問題とイスラム教の近代化にも努めた。ナシールは政教分離原則を取ったスカルノとは異なり、宗教と国家はインドネシア人の本質的な部分であると考え、宗教研究家ウィリアム・モントゴメリー・ワットの言葉を引用し、「イスラム教は単なる宗教ではなく文化そのものである」と主張した。
首相退任後、ナシールはスカルノが掲げる指導される民主主義に反対し、インドネシア革命政府に加わり抵抗運動を展開する。そのため、ナシールは1962年に逮捕されてマランに投獄され、スハルトが実権を掌握した後の1966年7月に釈放された。釈放後はイスラム教団体を設立し、イギリスのオックスフォード・イスラム・センター、パキスタンの世界イスラム協議会と交流を深めた。1980年5月5日にスハルト政権の独裁に抗議する50人の嘆願書を提出し、海外渡航を禁止される。以降は国内に留まり、1970年代にはスカルノ、スハルトのイスラム教に対する扱いについて記した著作を出版している。1993年にジャカルタで死去した。

## 執筆活動
ナシールは生涯で45冊の書籍を出版し、イスラム教に対する見解を述べた数百の記事を掲載した。初期の書籍はオランダ語とインドネシア語で書かれ、イスラム教の教義、文化、政治との関係、女性の役割について論じている。後期の書籍は英語で書かれ、イスラム教とキリスト教の関係について論じている。
アイプ・ロシディとハムカは、ナシールの著作を「歴史的記録であるだけでなく、イスラム教徒にとって未来の指針となる」として高く評価している。

## 顕彰
1967年にレバノンのイスラム大学から文学博士号を授与され、1980年にファイサル国王財団から表彰されている。また、1991年にはマレーシア国立大学とマレーシアサインズ大学から名誉博士号を授与されている。2008年11月10日にはインドネシア国家英雄に選ばれている。
ブルース・ローレンスは、「ナシールはイスラム改革を推進した最も著名な政治家」と評価している。